# Puščava (Lovrenc na Pohorju)

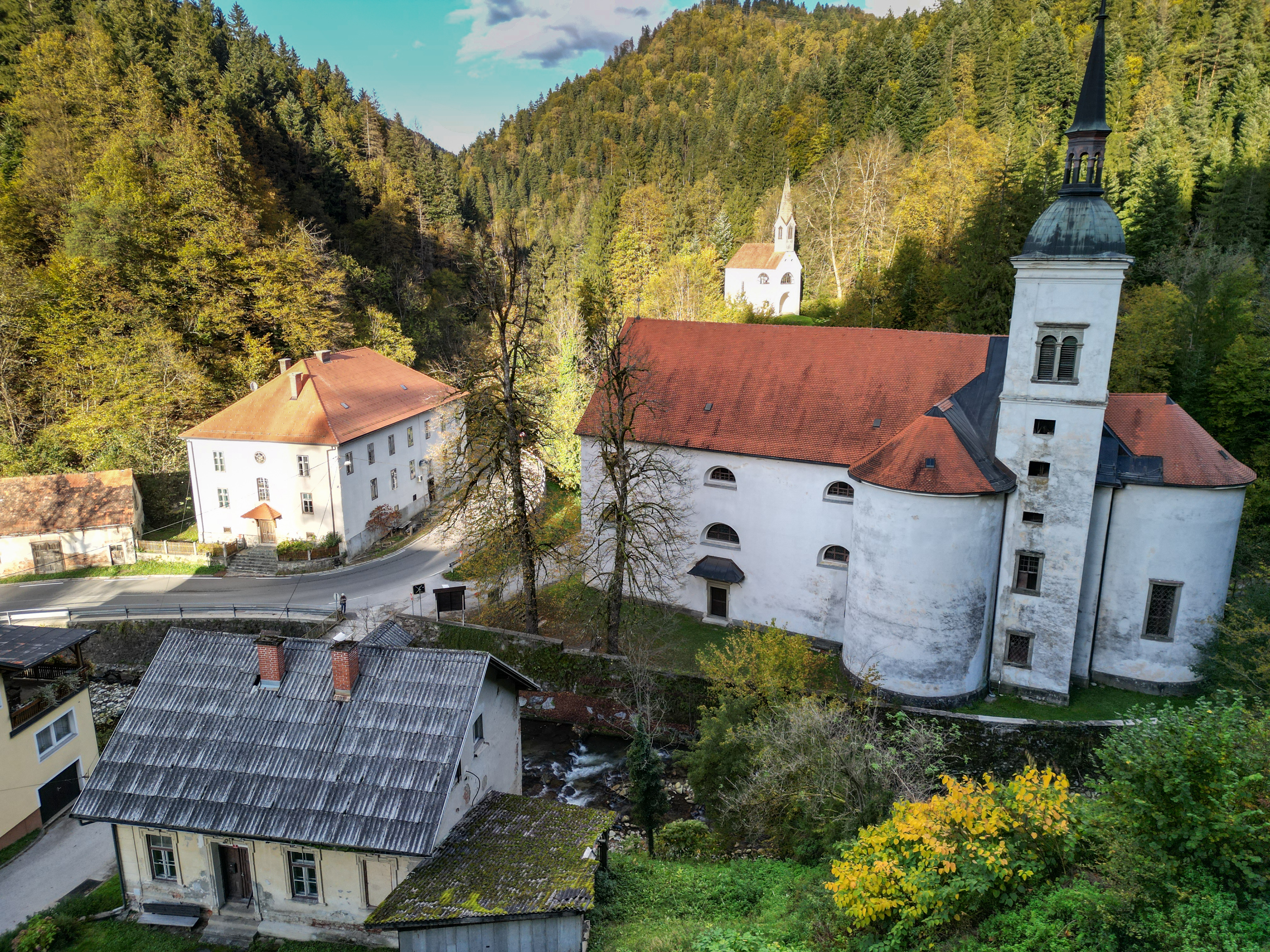
Pfarrkirche Mariahilf in Puščava

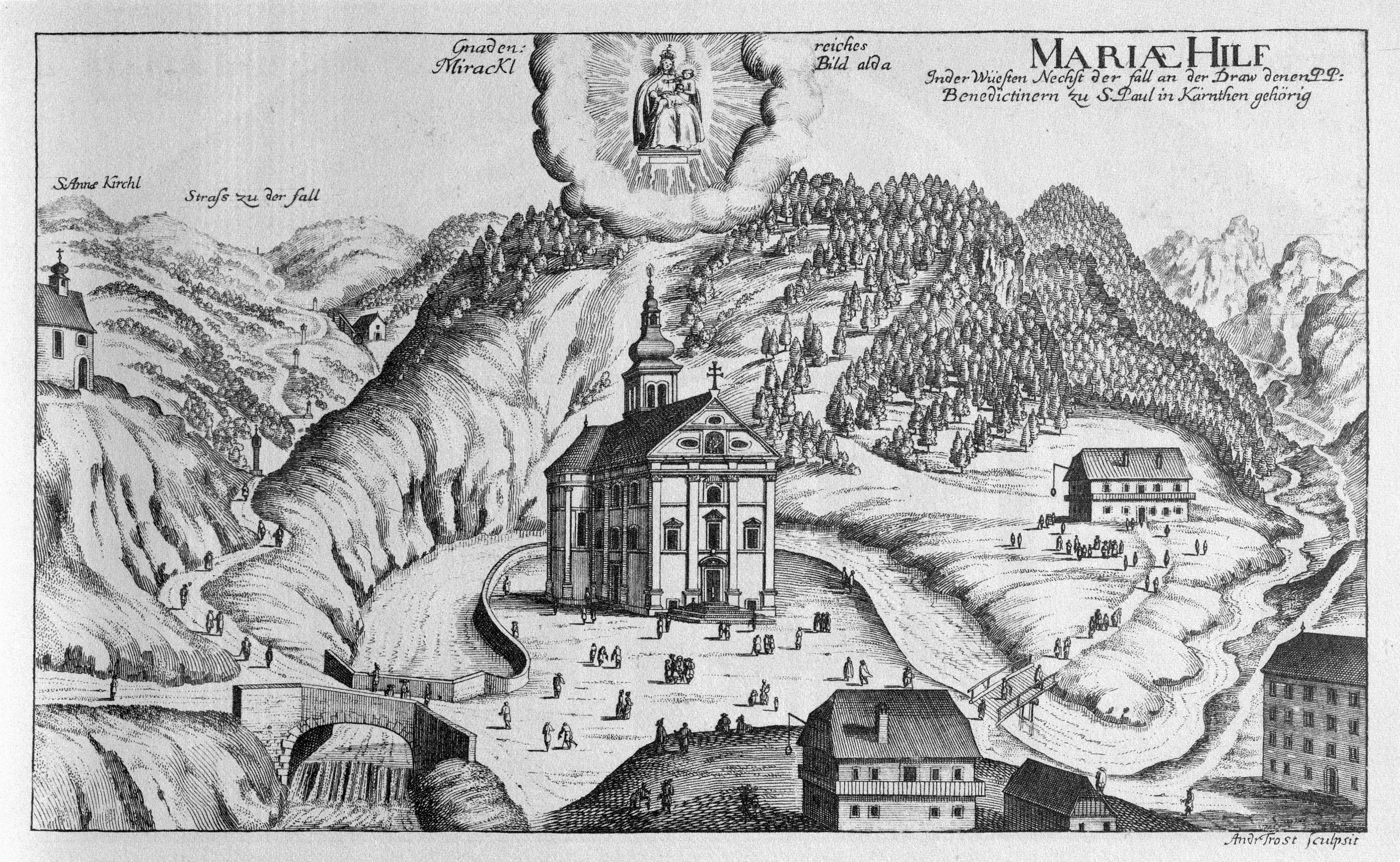
Mariae Hilf in der Wüsten, 1681

Puščava (wörtlich übersetzt: Wüste; deutsch: Maria-Wüste, auch Sankt Maria in der Wüste) ist eine Ortschaft in der Gemeinde Lovrenc na Pohorju in Slowenien in der historischen Landschaft Spodnja Štajerska (Untersteiermark), Region Podravska.

## Lage
Der Weiler liegt zwischen dem rechten Ufer der Drau und deren Zufluss Radoljna, nordöstlich der Ortschaft Lovrenc na Pohorju auf der Nordseite des Pohorje.

## Geschichte
Die Siedlung entwickelte sich, nachdem ab 1627 mit dem Bau der Wallfahrtskirche Maria Hilf in der Wüste (heute Pfarrkirche Sv. Marija Pomočnica) begonnen worden war, einer Gründung des Klosters St. Paul im Lavanttal.

## Sehenswürdigkeiten
- Pfarrkirche Sv. Marija Pomočnica